# Shan-Schrift

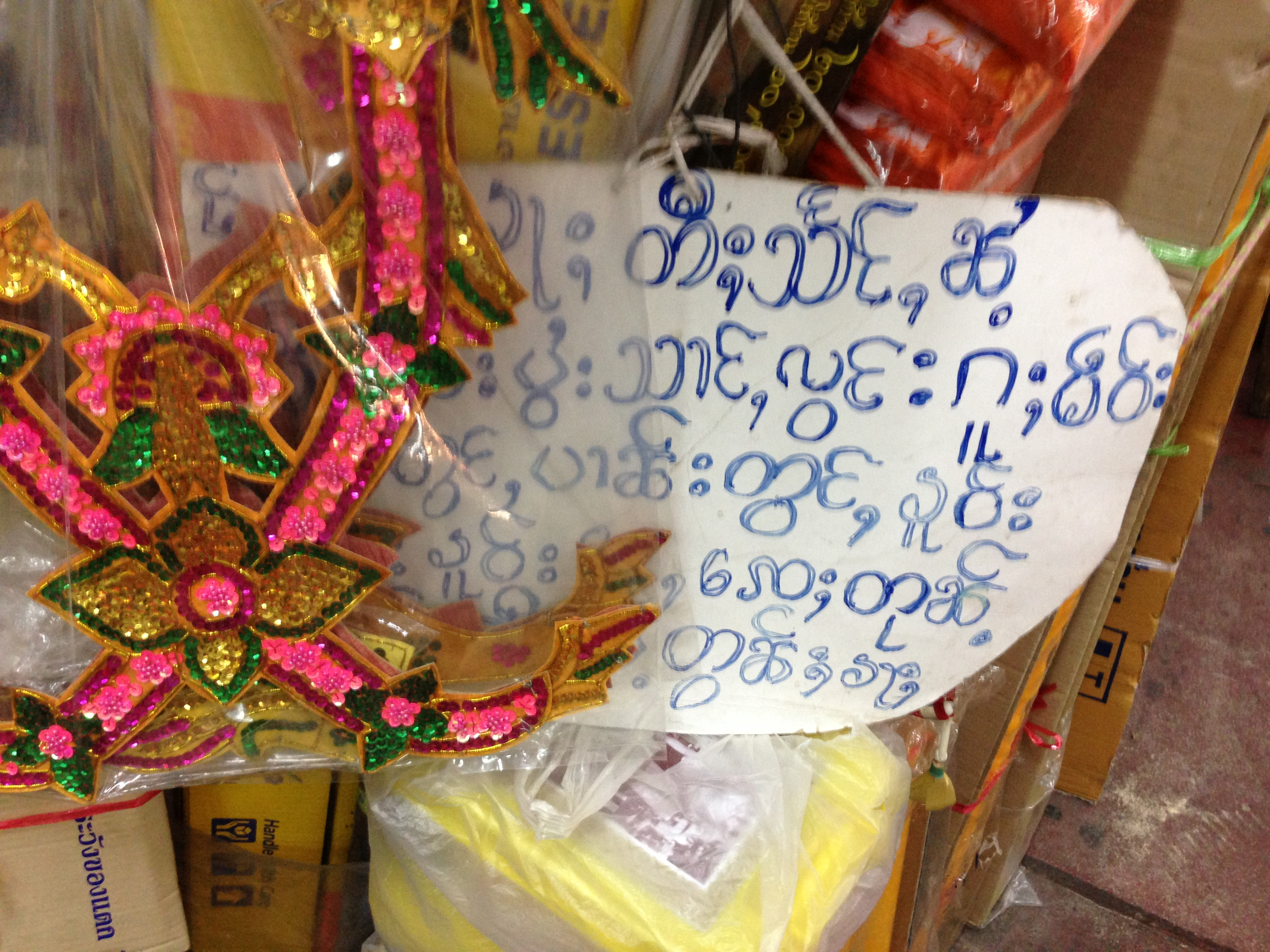
Shan-Schrift in einem Geschäft in Chiang Mai, Thailand

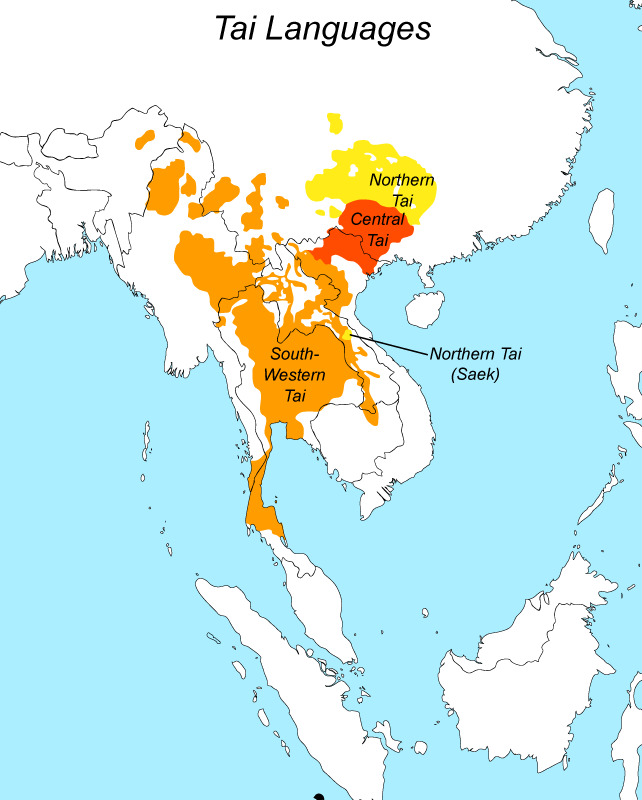
Verbreitung der Taisprachen. Shan findet man im Gebiet des heutigen Myanmar.

Migrationen der Tai-Sprachen von China nach Südostasien

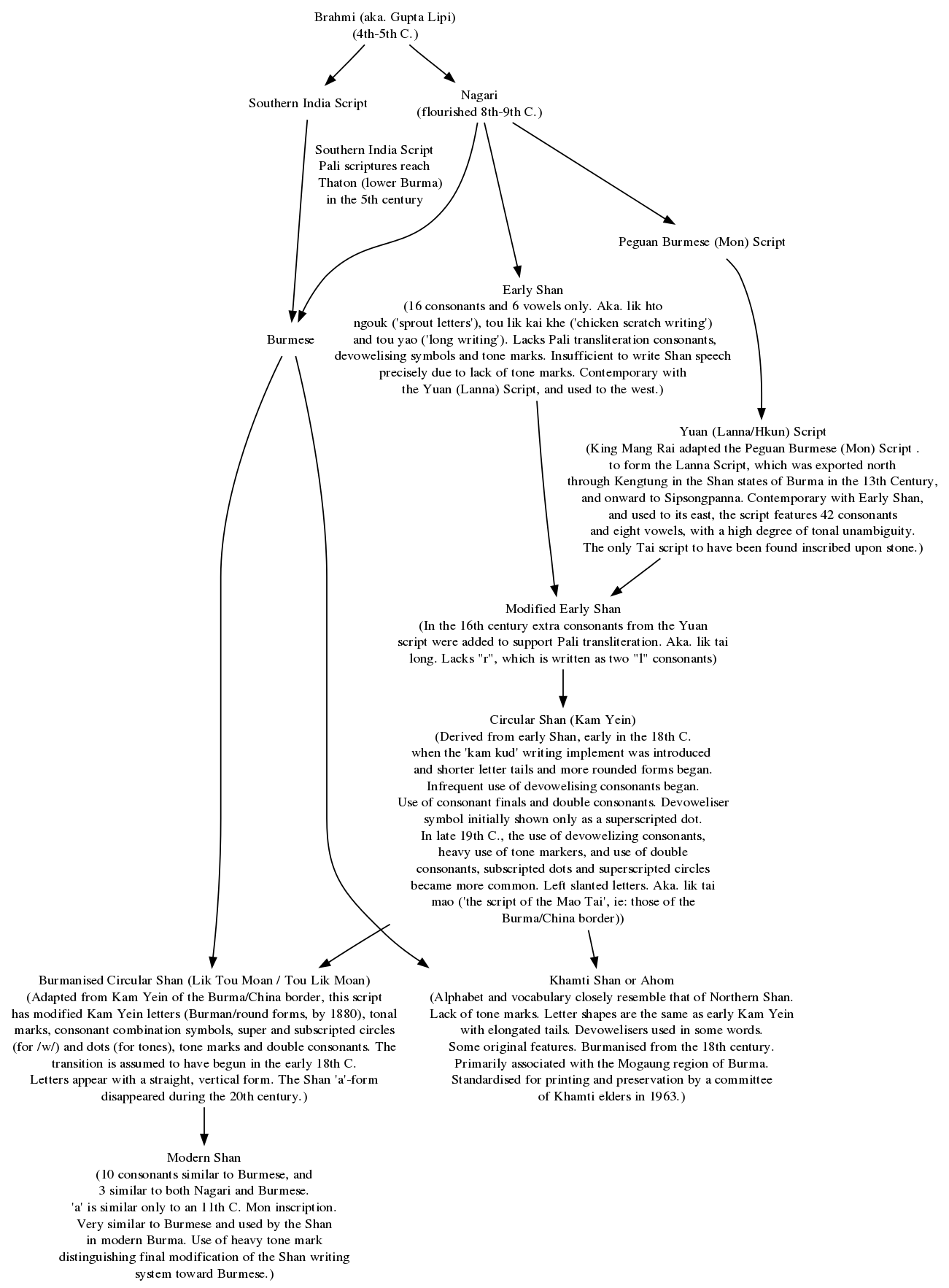
Die Grafik aus dem Buch Sai Kam Mong: History and Development of the Shan Scripts, Silk Worm Press zeigt die Geschichte der Shan-Schrift.

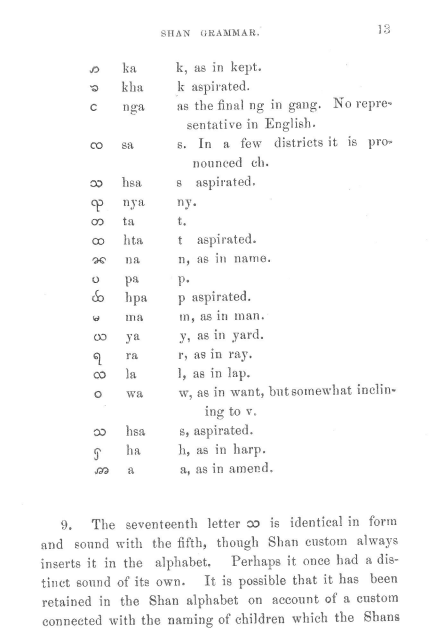
Einer der Ersten Nicht-Asiaten, die sich mit der Shan-Schrift beschäftigten, war Reverend Cushing von der American Baptist Mission. Er publizierte 1871 in Rangoon das Buch Grammar of the Shan Language. Im Bild Seite 13 mit den Konsonanten (Ausgabe 1887).

Die Shan-Schrift (တူဝ်လိၵ်ႈတႆ, gesprochen tua lik tai: Buchstaben der Sprache Tai, Thai: อักษรไทใหญ่, gesprochen akson tai yai: Schrift der großen Tai) ist die Schrift zur Darstellung der von der Minderheitengruppe der Shan in Myanmar gesprochenen Sprache (လိၵ်ႈတႆး, ausgesprochen lik tai).

## Name
Der Name Shan (ရှမ်း) kommt aus dem Birmanischen und bedeutet Siam, สยาม ausgesprochen Sayaam der alte Name von Thailand.

## Allgemein
Die heutige Shan-Schrift wird seit den 1960ern zum Schreiben der Shan-Sprache verwendet. Die Shan-Sprache ist eine mit der thailändischen Sprache verwandte Sprache. Bei der Shan-Schrift handelt es sich um eine vereinfachte Version der Birmanischen Schrift mit Shan-spezifischen Erweiterungen wie Tonzeichen. Shan wird im Shan, im Kachin, im Kayah-Staat und in den Regionen Mandalay und Sagaing in Myanmar sowie in den nordwestlichen Provinzen Mae Hong Son, Chiang Mai und Chiang Rai in Thailand gesprochen und geschrieben. Dabei kann man grob 3 Dialekte unterscheiden: das Nördliche, das Südliche und das Östliche Shan. Das Südliche Shan ist von der Birmanischen Sprache beeinflusst, das Nördliche Shan von den Sprachen von Yunnan. Das Östliche Shan ist stark von den Sprachen Laotisch, Lanna und Isaan beeinflusst. Die Shan-Schrift gehört zum Indischen Schriftenkreis. Die Shan-Schrift verwendet den Unicode-Block 1000–109F, der Myanmar Range genannt wird. Das Unicode-Konsortium definiert Extensions for Shan 1075-108D und Shan Digits 1090-109F.
Die Shan-Schrift wird von links nach rechts gelesen. Vokale können wie im Thai vor, hinter, über oder unter einem Konsonanten stehen. Wie im Thai werden Wörter in Sätzen nicht durch Leerzeichen getrennt. Shan kennt auch Tonzeichen. Im Gegensatz zum Thai werden sie jedoch nach der Silbe und nicht wie im Thai über dem Konsonanten geschrieben.

## Konsonanten
Die Shan-Schrift besteht im Gegensatz zur Thai-Schrift mit 44 Konsonanten nur aus 19 Konsonanten. Enthält eine Silbe keinen Vokal, so wird in Shan ein ungeschriebener Vokal a gesprochen. Eine Einteilung in hohe, mittlere und tiefe Konsonanten gibt es nicht und ein Tonzeichen am Silbenende zeigt immer den entsprechenden Ton an. Existiert kein Tonzeichen, dann wird der steigende Ton gesprochen. Damit ist die Shan-Sprache mithilfe der Shan-Schrift viel leichter zu erlernen als z. B. Thai mit Thai-Schrift. Beim Thai ist ein Tonzeichen nur eines von 4 Kriterien, die den Ton einer Silbe bestimmen. Da Shan stark mit Thai verwandt ist, werden auch die entsprechenden Thai-Zeichen angegeben, in Klammern die laotische Schrift, da Shan auch mit der laotischen Schrift geschrieben wurde und wird. Die laotische Schrift baut auf der Thai Noi Schrift auf. Der Konsonant ဢ stellt eine Besonderheit dar. Er wird nicht gesprochen. Da in der Shanschrift eine Silbe nur mit einem Konsonanten und keinem Vokal beginnen kann, wird er bei Silben, welche mit einem Vokal beginnen, vor den Vokal geschrieben. Endet eine Silbe mit einem Konsonanter, so wird der Konsonant entsprechend markiert.
| Zeichen | Thai-Zeichen     | IPA | Name  | Name Thai | Name Romanisiert | Bedeutung       | UNICODE | UNICODE-Name            | Anmerkung |
| ------- | ---------------- | --- | ----- | --------- | ---------------- | --------------- | ------- | ----------------------- | --- |
| ၵ       | ก (ກ)            | k   | ၵ ၵႆ   | ก้ะ ไก่     | ka kai           | Huhn            | 1075    | MYANMAR LETTER SHAN KA  | |
| ၶ       | ข, ค (ຂ, ຄ)      | kʰ  | ၶ ၶႆ   | ข้ะ ไข่     | kha khai         | Hühnerei        | 1076    | MYANMAR LETTER SHAN KHA | Beispiel: ၶူးသွၼ် khuu soon Lehrer, Thai: ครูสอน khruu soon Man beachte das fehlende R gegenüber Standard-Thai.                                         |
| င       | ง (ງ)            | ŋ   | င ငူး   | ง่ะ งู้      | nga nguu         | Schlange        | 1004    | MYANMAR LETTER NGA      | |
| ၸ       | จ (ຈ)            | tɕ  | ၸ ၸၢင်ႉ  | จ้ะ จ้าง    | ca caang         | Elefant         | 1078    | MYANMAR LETTER SHAN CA  | |
| သ       | ซ, ศ, ษ, ส (ສ ຊ) | sʰ  | သ သႅင်  | ส้ะ แสง    | sa sääng         | Juwel           | 1079    | MYANMAR LETTER SHAN ZA  | Beispiele: ၽႃႇသႃႇ paasaa Sprache, Thai: ภาษา paasaa; သႃႇသၼႃႇ saa sanaa Religion, Thai: ศาสนา saa sanaa Man beachte: ၽႃႇသႃႇ und သႃႇသၼႃႇ entsprechen genau dem Thai. |
| ၺ       | ญ (ຍ)            | ɲ   | ၺ ၺွင်  | ญ่ะ หญ่อง   | nya nyoong       | Bodhi-Baum      | 107A    | MYANMAR LETTER SHAN NYA | |
| တ       | ฏ, ต (ຕ)         | t   | တ တဝ်  | ต้ะ เต่า    | ta tau           | Schildkröte     | 1010    | MYANMAR LETTER TA       | |
| ထ       | ฐ, ถ, ท, ฑ (ທ)   | tʰ  | ထ ထႆ   | ถ้ะ ไถ     | tha thai         | Pflug           | 1011    | MYANMAR LETTER THA      | |
| ၼ       | น, ณ (ນ)         | n   | ၼ ၼူ   | น่ะ หนู     | na nuu           | Maus            | 107C    | MYANMAR LETTER SHAN NA  | Beispiele: |
| ပ       | ป (ປ)            | p   | ပ ပႃ   | ป้ะ ป๋า     | pa paa           | Fisch           | 1015    | MYANMAR LETTER PA       | in Shan ohne l, aber Thai: ปลา plaa Beispiel: ပေႃႈ po Vater, Thai: พ่อ poo                                                                             |
| ၽ       | ผ, พ (ຜ)         | pʰ  | ၽ ၽိုင်  | ผ้ะ ผึ้ง     | pha phüng        | Biene           | 107D    | MYANMAR LETTER SHAN PHA | |
| ၾ       | ฝ, ฟ (ຝ)         | f   | ၾ ၾႆ   | ฟ่ะ ไฟ้     | fa fai           | Feuer           | 107E    | MYANMAR LETTER SHAN FA  | |
| မ       | ม (ມ)            | m   | မ မႃႉ   | ม่ะ ม่า     | ma maa           | Pferd           | 1019    | MYANMAR LETTER MA       | Beispiel: မၢၼ် maan Dorf, Thai: บ้าน baan မႅဝ်း mäo Thai แมว                                                                                             |
| ယ       | ย (ຢ,ຍ,ຽ)        | j   | ယ ယုင်း  | ย่ะ ยุ้ง     | ya yung          | Moskito         | 101A    | MYANMAR LETTER YA       | |
| ရ       | ร (ຣ)            | r   | ရ ရႁၢၼ် | ร่ะ ร่ะฮ้าน  | ra rasaan        | Sangha          | 101B    | MYANMAR LETTER RA       | |
| လ       | ล, ฦ, ฬ (ລ)      | l   | လ လိင်  | ล่ะ ลิ้ง     | la ling          | Affe            | 101C    | MYANMAR LETTER LA       | Beispiel: လူတ် lot Auto, Thai: รถ rot |
| ဝ       | ว (ວ)            | w   | ဝ ဝဵင်  | ว่ะ เว้ง    | wa weng          | Befestigter Ort | 101D    | MYANMAR LETTER WA       | Thai: เวียง wiang |
| ႁ       | ห, ฮ (ຫ)         | h   | ႁ ႁိင်  | ห้ะ หิ่ง     | ha hing          | Glocke          | 1081    | MYANMAR LETTER SHAN HA  | |
| ဢ       | อ (ອ)            | ʔ   | ဢ ဢၢင်  | อ้ะ อ่าง    | a aang           | Becken          | 1022    | MYANMAR LETTER SHAN A   | Stimmlos, wird verwendet, wenn ein Wort mit einem Vokal beginnt. Beispiel: ဢၢၼ် aan lesen, Thai: อ่าน aan                                             |

Es fällt auf, dass der Buchstabe B fehlt. Oftmals wird er mit dem Zeichen မ geschrieben, siehe မၢၼ်, oftmals ausgesprochen baan Dorf.

## Konsonanten am Ende einer Silbe
Einige Konsonanten werden am Ende einer Silbe mit verschiedenen Zeichen dargestellt. So ändert sich der Konsonant မ in မ်, ၼ in ၼ်,င in င်, ပ in ပ်, တ in တ်, ၵ in ၵ်. Der Unicode für das Silbenendenzeichen ် ist 103A (Myanmar Sign Asat). Das Zeichen zeigt an, dass der Konsonant seinen eigentlichen Vokal A verloren hat.

## Konsonanten in Lehnwörtern
Diese Konsonanten werden nur in Fremdwörtern gebraucht. In der eigentlichen Shan-Sprache finden sie keine Verwendung.
| Zeichen | Romanisiert | Thai-Zeichen | Name Thai | UNICODE | UNICODE-Name            |
| ------- | ----------- | ------------ | --------- | ------- | ----------------------- |
| ၷ       | g (ɡ)       | ก            | ก้ะ        | 1077    | MYANMAR LETTER SHAN GA  |
| ၹ       | z (z)       | ซ            | ซะ        | 1079    | MYANMAR LETTER SHAN ZA  |
| ၻ       | d (d)       | ด            | ด้ะ        | 107B    | MYANMAR LETTER SHAN DA  |
| ႀ       | th (θ)      | ธ            | ธ้ะ        | 1080    | MYANMAR LETTER SHAN THA |
| ၿ       | b (b)       | บ            | บ้ะ        | 107F    | MYANMAR LETTER SHAN BA  |

## Vokalzeichen
Shan unterscheidet zwischen Vokalzeichen am Anfang oder Ende einer Silbe einerseits und Vokalzeichen in der Mitte einer Silbe. Vokale können aus einem oder aus mehreren Vokalzeichen bestehen. Nicht immer folgt Shan der Thai-Logik. Verwirrend für einen Thai-Leser ist das Zeichen ႆ. In Thai wird dieses Vokalzeichen vor dem Konsonanten geschrieben ไ◌. Ein ◌ steht für einen beliebigen Konsonanten. Wie im Thai können Vokale normalerweise nicht ohne einen Konsonanten geschrieben werden.
| Zeichen | Romanisiert   | UNICODE | UNICODE-Name                          | Thai | Anmerkung |
| ------- | ------------- | ------- | ------------------------------------- | ---- | --- |
| ၢ        | aa (ɑː)       | 1062    | MYANMAR VOWEL SIGN SGAW KAREN EU      | ◌า   | Am Ende einer Silbe geschrieben als ႃ. Kann nicht am Anfang einer Silbe stehen (Siehe ဢ). |
| ိ        | i (i)         | 102D    | MYANMAR VOWEL SIGN I                  | ◌ิ    | Kann nicht am Anfang einer Silbe stehen (Siehe ဢ). |
| ီ        | ii (i:)       | 102E    | MYANMAR VOWEL SIGN II                 | ◌ี    | Kann nicht am Anfang einer Silbe stehen (Siehe ဢ). |
| ဵ        | e (e)         | 1035    | MYANMAR VOWEL SIGN E ABOVE            | เ◌   | Am Anfang einer Silbe geschrieben als ေ. |
| ႅ        | ae (æ)        | 1085    | MYANMAR VOWEL SIGN SHAN E ABOVE       | แ◌   | Am Anfang einer Silbe geschrieben als ႄ. |
| ု        | u (u)         | 102F    | MYANMAR VOWEL SIGN U                  | ◌ุ    | Kann nicht am Anfang einer Silbe stehen (Siehe ဢ). |
| ူ        | uu,oo (u:,o:) | 1030    | MYANMAR VOWEL SIGN UU                 | ◌ู,โ◌ | Eigentlich uu, oftmals aber oo Beispiel: ၵူၼ်း ausgesprochen kon, Person, Thai: คน ausgesprochen khon Aber: ၶူးသွၼ် ausgesprochen khuu soon, Lehrer Thai: ครูสอน ausgesprochen khruu soon. Kann nicht am Anfang einer Silbe stehen (Siehe ဢ). |
| ွ        | aw/o (ɔ)      | 103D    | MYANMAR CONSONANT SIGN MEDIAL WA      | ◌าว  | Kann nicht am Anfang einer Silbe stehen (Siehe ဢ). |
| ႂ        | wa (ʷ)        | 1082    | MYANMAR CONSONANT SIGN SHAN MEDIAL WA | ◌วา◌ | Beispiel: ၵႂၢမ်း ausgesprochen kwaam, Sache Thai: ความ |
| ႃ        | aa (aː)       | 1083    | MYANMAR VOWEL SIGN SHAN AA            | ◌า   | In der Mitte einer Silbe geschrieben als ၢ. Beispiel: ဝႃႉ ausgesprochen waa (Wa) wie in မိူင်းဝႃႉ ausgesprochen münag waa, Wa-Staat. |
| ေ        | e (e)         | 1054    | MYANMAR LETTER VOCALIC L              | เ◌   | In der Mitte einer Silbe geschrieben als ဵ. |
| ႄ        | ae (æ)        | 1084    | MYANMAR VOWEL SIGN SHAN E             | แ◌   | In der Mitte einer Silbe geschrieben als ႅ. |
| ႆ        | ai (ai)       | 1086    | MYANMAR VOWEL SIGN SHAN FINAL Y       | ไ◌   | Kann nicht am Anfang einer Silbe stehen (Siehe ဢ). |
| ဝ       | aw/o (ɔ)      | 101D    | MYANMAR LETTER WA                     | ว    | |

## Vokale
Vokale können vor, hinter, über oder unter einem Konsonanten geschrieben werden. Dies entspricht der Thai-Schreibweise. Vokalkombinationen aus mehreren Zeichen sind ebenfalls möglich. Ein ◌ markiert einen beliebigen Konsonanten. Wie im Thai gibt es die Kombinationen Konsonant, Vokal Konsonant oder Konsonant, Vokal in einer Silbe.
| Vokale in der Mitte einer Silbe        | Vokale in der Mitte einer Silbe | Vokale in der Mitte einer Silbe | Vokale in der Mitte einer Silbe | Vokale in der Mitte einer Silbe | Vokale in der Mitte einer Silbe | Vokale in der Mitte einer Silbe | Vokale in der Mitte einer Silbe | Vokale in der Mitte einer Silbe | Vokale in der Mitte einer Silbe | Vokale in der Mitte einer Silbe |
| -------------------------------------- | ------------------------------- | ------------------------------- | ------------------------------- | ------------------------------- | ------------------------------- | ------------------------------- | ------------------------------- | ------------------------------- | ------------------------------- | ------------------------------- |
| (nicht geschrieben) a (a)              | ၢ aa (ɑː)                        | ိ i (i)                          | ဵ e (e)                          | ႅ ae (æ)                         | ု u (u)                          | ူ o (o)                          | ွ aw/o (ɔ)                       | ို eu (ɯ)                         | ိူ oe (ə)                         | ႂ wa (ʷ)                         |
| Vokale am Anfang oder Ende einer Silbe |                                 |                                 |                                 |                                 |                                 |                                 |                                 |                                 |                                 |                                 |
|                                        | ႃ aa (ɑː)                        | ီ ii (iː)                        | ေ e (e)                          | ႄ ae (æ)                         | ူ uu (uː)                        | ူဝ် o (o)                         | ေႃ aw/o (ɔ)                       | ိုဝ် eu (ɯ)                        | ိူဝ် oe(ə)                         |                                 |
| ႆ ai (ai)                               | ၢႆ aai (aːi)                      |                                 |                                 |                                 | ုၺ် ui (ui)                       | ူၺ် ohi/uai (oi)                  | ွႆ oi/oy (ɔi)                     | ိုၺ် uei/uey (ɨi)                  | ိူၺ် oei/oey (əi)                  |                                 |
| ဝ် aw (au)                              | ၢဝ် aaw (aːu)                     | ိဝ် iu (iu)                       | ဵဝ် eo(eu)                        | ႅဝ် aeo (æu)                      |                                 |                                 |                                 | ႂ် aɨ (aɯ)                        |                                 |                                 |

Das Zeichen ႂ stellt eine Ausnahme dar. Es ist eine Kombination aus zwei Konsonanten, nämlich KW. Beispiel: ၵႂၢမ်းတႆ (ausgesprochen: kwaam tai übersetzt: Tai Sache, auch Tai Sprache Thai: ความไท).
Wie im Laotischen kennt Shan normalerweise keine Konsonantencluster, also mehrere hintereinandergeschriebene Konsonanten in einer Silbe. Die Ausnahme bildet das dargestellte KW. In Thai dagegen sind Konsonantencluster häufig anzufinden. Aus Bplaa (Fisch) wird Baa, aus Kruu (Lehrer) wird Kuu im Shan.

## Tonzeichen
Im Gegensatz zur Thaischrift, die 4 Tonzeichen kennt, kennt die Shan-Schrift 5 Tonzeichen. Im Gegensatz zu Thai werden sie am Ende einer Silbe geschrieben und nicht über dem führenden Konsonanten wie in der Thai-Schrift.
| Zeichen | Name                    | Ton | Name Thai | UNICODE | UNICODE-Name             |
| ------- | ----------------------- | --- | --------- | ------- | ------------------------ |
|         | (nicht geschrieben) pao | 1   | เป่า       | -       |                          |
| ႇ        | ယၵ်း (ják)                | 2   | ยัก        | 1087    | MYANMAR SIGN SHAN TONE-2 |
| ႈ        | ယၵ်းၸမ်ႈ (ják tsam)         | 3   | ยักจ้ำ      | 1088    | MYANMAR SIGN SHAN TONE-3 |
| း        | ၸမ်ႈၼႃႈ (tsam naː)          | 4   | จ้ำหน้า     | 1038    | MYANMAR SIGN VISARGA     |
| ႉ        | ၸမ်ႈတႂ်ႈ (tsam tau)          | 5   | จ้ำใต้      | 1089    | MYANMAR SIGN SHAN TONE-5 |
| ႊ        | ယၵ်းၶိုၼ်ႈ (ják kʰɯn)         | 6   | ยักขึ้น      | 188A    | MYANMAR SIGN SHAN TONE-6 |

## Ziffern
Die folgende Tabelle zeigt die vom Unicode-Konsortium definierten Ziffern der Shan-Schrift. Zusätzlich sind die Zeichen in Birmanisch und Thai dargestellt. Die Verwandtschaft zwischen Shan und Thai ist deutlich zu erkennen.
| Zeichen | Arabisch | Name | Aussprache | UNICODE | UNICODE-Name             | Birmanisch | Thai | Thai-Name |
| ------- | -------- | ---- | ---------- | ------- | ------------------------ | ---------- | ---- | --------- |
| ႐       | 0        | သုၼ်   | sun        | 1090    | MYANMAR SHAN DIGIT ZERO  | ᧐          | ๐    | ศูนย์       |
| ႑       | 1        | ၼိုင်   | nüng       | 1091    | MYANMAR SHAN DIGIT ONE   | ᧑          | ๑    | หนึ่ง       |
| ႒       | 2        | သွင်   | soong      | 1092    | MYANMAR SHAN DIGIT TWO   | ၂          | ๒    | สอง       |
| ႓       | 3        | သၢမ်   | saam       | 1093    | MYANMAR SHAN DIGIT THREE | ၃          | ๓    | สาม       |
| ႔       | 4        | သီႇ    | sii        | 1094    | MYANMAR SHAN DIGIT FOUR  | ၄          | ๔    | สี่         |
| ႕       | 5        | ႁႃႈ    | haa        | 1095    | MYANMAR SHAN DIGIT FIVE  | ၅          | ๕    | ห้า        |
| ႖       | 6        | ႁူၵ်   | hok        | 1096    | MYANMAR SHAN DIGIT SIX   | ၆          | ๖    | หก        |
| ႗       | 7        | ၸဵတ်   | djet       | 1097    | MYANMAR SHAN DIGIT SEVEN | ၇          | ๗    | เจ็ด       |
| ႘       | 8        | ပႅတ်   | bpet       | 1098    | MYANMAR SHAN DIGIT EIGHT | ၈          | ๘    | แปด       |
| ႙       | 9        | ၵဝ်   | gao        | 1099    | MYANMAR SHAN DIGIT NINE  | ၉          | ๙    | เก้า       |

## Beispiele
- Loi Tai Leng (Hauptquartier der Shan State Army-South) လွႆတႆးလႅင် setzt sich aus den Silben လွႆ, တႆး und လႅင် zusammen. Die erste Silbe လွႆ hat einen Konsonanten လ und einen Vokal, zusammengesetzt aus zwei Vokalzeichenွႆ. Die zweite Silbe တႆး hat einen Konsonanten တ, über einem einzelnen Vokalzeichen ႆ und ein abschließendes Tonzeichen း. Die dritte Silbe လႅင် besteht aus zwei Konsonanten လ,င und dem Vokalzeichen ႅ. Da der Konsonant င am Ende einer Silbe geschrieben wird, verändert er sich zu င်.
- တူဝ်လိၵ်ႈတႆ (ausgesprochen tua lik tai, Shan-Alphabet) besteht aus drei Silben တူဝ်, လိၵ် und တႆ. Die ersten 2 Silben gehören zur Gruppe (Konsonant, Vokal, Konsonant). Der endende Konsonant besitzt daher ein Silbenendzeichen, die zweite Silbe ein Tonzeichen.
- ဝီႇၶီႇၽီးတီးယႃး Wikipedia (ausgesprochen wii kii pii dtii yaa) besteht aus 5 Silben. Alle 5 Silben gehören zu der Gruppe (Konsonant Vokal).